# Åsele
Åsele este un oraș în Suedia.

## Demografie
| \| Evoluția demografică a zonei urbane Åsele, 1970–2015 \| Evoluția demografică a zonei urbane Åsele, 1970–2015 \| Evoluția demografică a zonei urbane Åsele, 1970–2015 \| Evoluția demografică a zonei urbane Åsele, 1970–2015 \| Evoluția demografică a zonei urbane Åsele, 1970–2015 \| \| --------------------------------------------------------------------------------------- \| ---------------------------------------------------- \| ---------------------------------------------------- \| ---------------------------------------------------- \| ---------------------------------------------------- \| \| An \| \| \| Locuitori \| \| \| 1970 \| 1970 \| \| 2.249 \| 2.249 \| \| 1975 \| 1975 \| \| 2.165 \| 2.165 \| \| 1980 \| 1980 \| \| 2.316 \| 2.316 \| \| 1990 \| 1990 \| \| 2.260 \| 2.260 \| \| 1995 \| 1995 \| \| 2.211 \| 2.211 \| \| 2000 \| 2000 \| \| 2.080 \| 2.080 \| \| 2005 \| 2005 \| \| 1.941 \| 1.941 \| \| 2010 \| 2010 \| \| 1.798 \| 1.798 \| \| 2015 \| 2015 \| \| 1.706 \| 1.706 \| \| Sursa: SCB - Statistika Centralbyrån, Folkmängden per tätort. Vart femte år 1960 - 2016 \| \| \| \| \| |      |  |           |       |
| Evoluția demografică a zonei urbane Åsele, 1970–2015 |      |  |           |       |
| An |      |  | Locuitori |       |
| 1970 | 1970 |  | 2.249     | 2.249 |
| 1975 | 1975 |  | 2.165     | 2.165 |
| 1980 | 1980 |  | 2.316     | 2.316 |
| 1990 | 1990 |  | 2.260     | 2.260 |
| 1995 | 1995 |  | 2.211     | 2.211 |
| 2000 | 2000 |  | 2.080     | 2.080 |
| 2005 | 2005 |  | 1.941     | 1.941 |
| 2010 | 2010 |  | 1.798     | 1.798 |
| 2015 | 2015 |  | 1.706     | 1.706 |
| Sursa: SCB - Statistika Centralbyrån, Folkmängden per tätort. Vart femte år 1960 - 2016 |      |  |           |       |